# Comuna Măgura Ilvei, Bistrița-Năsăud
Măgura Ilvei (în maghiară: Magura, Ilvamagura) este o comună în județul Bistrița-Năsăud, Transilvania, România, formată din satele Arșița și Măgura Ilvei (reședința).
Comuna a fost reorganizată prin Legea Nr. 262 din 13 iunie 2003, publicată în Monitorul Oficial Nr. 434 din 19 iunie 2003.

## Personalități
- Pop Dariu. (spre exemplificare un articol din revista Familia: O istorie concentrată a Ardealului).

## Demografie
Componența etnică a comunei Măgura Ilvei
     Români (87,53%)
     Romi (8,53%)
     Alte etnii (0%)
     Necunoscută (3,93%)
Componența confesională a comunei Măgura Ilvei
     Ortodocși (88,81%)
     Penticostali (6,18%)
     Alte religii (0,92%)
     Necunoscută (4,09%)
Conform recensământului efectuat în 2021, populația comunei Măgura Ilvei se ridică la 1.957 de locuitori, în creștere față de recensământul anterior din 2011, când fuseseră înregistrați 1.821 de locuitori. Majoritatea locuitorilor sunt români (87,53%), cu o minoritate de romi (8,53%), iar pentru 3,93% nu se cunoaște apartenența etnică. Din punct de vedere confesional, majoritatea locuitorilor sunt ortodocși (88,81%), cu o minoritate de penticostali (6,18%), iar pentru 4,09% nu se cunoaște apartenența confesională.

## Politică și administrație
Comuna Măgura Ilvei este administrată de un primar și un consiliu local compus din 11 consilieri. Primarul, Valer Avram[*], de la Partidul Social Democrat, este în funcție din 2008. Începând cu alegerile locale din 2024, consiliul local are următoarea componență pe partide politice:
|  | Partid                          | Consilieri | Componența Consiliului | Componența Consiliului | Componența Consiliului | Componența Consiliului | Componența Consiliului | Componența Consiliului |
|  | ------------------------------- | ---------- | ---------------------- | ---------------------- | ---------------------- | ---------------------- | ---------------------- | ---------------------- |
|  | Partidul Social Democrat        | 6          |                        |                        |                        |                        |                        |                        |
|  | Partidul Național Liberal       | 2          |                        |                        |                        |                        |                        |                        |
|  | Uniunea Salvați România         | 1          |                        |                        |                        |                        |                        |                        |
|  | Alianța pentru Unirea Românilor | 1          |                        |                        |                        |                        |                        |                        |
|  | Partidul Puterii Umaniste       | 1          |                        |                        |                        |                        |                        |                        |

## Atracții turistice
- Biserica ortodoxă din satul Arșița
- Biserica ortodoxă din satul Măgura Ilvei
- Izvorul de apă minerală "Borcutul de pe valea Trăistii"
- Izvorul de apă minerală "Borcutul de pe valea Borcutului”
- Munții Rodnei
- Pasul Rotunda

Pagina oficială de facebook a comunei Măgura Ilvei
Din vechime și până în anul 1440 teritoriul comunelor Maieru, Măgura, Poiana și Ilva Mare au făcut parte din hotarul localității Rodna. Maieru s-a desprins de Rodna și a devenit unitate administrativă separată, având în perimetrul său viitoarele sate Măgura Ilvei, Poiana Ilvei și partea de vest a Ilvei Mare. Așadar, din punct de vedere administrativ Valea Ilvei a aparținut din totdeauna de "Ținutul Rodnei" de care țineau toate satele de pe Someș până la Mocod, inclusiv văile laterale Rebra, Sălăuța, Zagra.
Certificatul de naștere al comunei Măgura Ilvei este datat cu anul 1762, odată cu Ilva Mare, așa cum reiese din consripția militară din anul 1763/64, privind localitățile militarizate din Valea Rodnei de Curtea -Imperială Vieneză în cursul anului 1762. Localitățile de pe Valea Ilvei s-au constituit ca unități administrative separat de Maieru, Ilva Mare și Rodna, în condițiile favorabile militarizării Văii Rodnei. Măgura era numită în vorbirea populară "După Măgură", pentru că măierenii așezați aici cu secole în urmă, de câte ori mergeau ori veneau din acest loc înainte de a se forma comuna spuneau că merg "După Măgură" - adică după dealul Măgura Caselor care străjuiește ca un turn de control, de graniță între Valea Someșului și Valea Ilvei, între Maieru și Măgura Ilvei.
În anul 1909 romancierul Liviu Rebreanu se angajează ajutor de notar în Măgura Ilvei. Comuna a fost reorganizată prin Legea Nr. 262 din 13 iunie 2003